# Crkva sv. Luke u Trnbusima
Crkva sv. Luke nalazi se u selu Trnbusima, na područje Grada Omiša.

## Opis
Crkva sv. Luke nalazi se na groblju u Trnbusima na lokalitetu Moče. Jednobrodna je građevina s kvadratičnom apsidom, orijentirana istok-zapad. Ulazna vrata su s rustičnim dovratnicima i nadvratnikom, na kojem je bosančicom uklesana godina 1704. Iznad ulaza je okulus s motivom užeta i preslica s lučnim završetkom, naknadno podignuta. Na južnom pročelju su vrata istog tipa kao glavna sa strehom i okulusom iznad. Na sjevrnom pročelju je okulus kao na južnom. Lađa je presvođena šiljastim svodom, a svetište bačvastim. U grobljanski zid ugrađena su dva stećka od kojih je jedan ukrašen.

## Zaštita
Pod oznakom Z-6294 zavedena je kao nepokretno kulturno dobro - pojedinačno, pravna statusa zaštićena kulturnog dobra, klasificirano kao "sakralna graditeljska baština".